# Château médiéval de Dilbeek
Le château médiéval de Dilbeek est un ancien château, situé sur le territoire de la commune belge de Dilbeek dans la province du Brabant flamand et rasé en 1871, à l'exception d'une tour.

## Histoire du domaine
Les origines du château restent inconnues mais remontent vraisemblablement au XIe siècle. Au XIIe siècle, le château appartient à la famille d'Aa et au XIIIe aux seigneurs de Sotteghem puis de Heetvelde. Alphonse Wauters donne les évêques de Cambrai comme propriétaires du château à partir de 1491. Parmi eux, Jacques de Croÿ y fait d'importants travaux et grave ses armes à différents endroits. En 1514, il y reçoit le duc Charles (futur Charles Quint) et sa tante, Marguerite d'Autriche.
Après la création de l'archidiocèse de Malines (en 1559), l'évêché de Cambrai n'avait plus d'intérêt à rester dans les environs de Bruxelles et, le 4 juillet 1608, l'archevêque Guillaume de Berghes vend le château à Louis Clarisse, seigneur de Berchem-Sainte-Agathe, qui, endetté, en perd la propriété en 1652.
Le château sera partiellement détruit durant les troubles des années 1690 et vendu au prince de Vaudémont en 1692.
En 1714, le château appartient à Jean Balthasar Malo ; trois des cinq tours sont démolies à cette époque. En 1787, après la mort de Malo, la famille de Viron achète le domaine.
En 1871, quand Théodore de Viron (1823-1882) déclare au cadastre la construction du château de Viron, il notifie également la démolition du château médiéval.
Seule la tour nord a été préservée pour être intégrée dans le nouveau parc paysager du nouveau château comme une sorte de «folie». En 1913, le baron de Viron envisage de la restaurer ; ses échanges avec la Commission royale des monuments et des sites permet de la faire classer comme monument civil de 3e classe. Quand il évoque cette tour, Alphonse Wauters raconte que c'est là que selon la légende, Saint Alène se retirait pour prier - ce qui ferait reculer les origines du château au VIIe siècle.
La commune de Dilbeek acquiert la tour en 1921, avec l'intention de la faire restaurer ; en ce sens, des plans sont dessinés par l'architecte Henry Lacoste pour la restauration des murs et du toit en 1923.
La tour est classée comme monument par décret du 14 août 1946. Une nouvelle restauration est consentie dans les années 1970. Elle est gérée depuis 2001 par l'association du patrimoine de Dilbeek.

## Le château
Différentes descriptions du château permettent de retracer une partie de son évolution.
Une carte du géomètre Lambert Lannay de 1644 montre le château avec quatre ailes, des douves et une ferme à l'ouest.
Un dessin de 1633 et un autre, intitulé Castiel de Diel Beeck, daté de 1645, montrent encore quatre ailes et des tours d'angle autour d'une cour.
A la période de Jean Balthasar Malo, entre 1714 et 1787, trois des cinq tours sont démolies.
La carte de Ferraris, de 1777, donne un aperçu du plan général du château : deux ailes, placées à angle droit, entourées de douves.
Dans le cadastre de 1830 est un château est en forme de U, avec deux tours rondes. De cette époque, datent aussi deux aquarelles qui représentent le château comme une aile serrée entre deux tours d'angle, avec une seconde aile classique au sud-ouest. A l'ouest du château se trouvait une porte d'accès monumentale. Un autre dessin encore, de la même époque montre encore un morceau d'une vieille ferme annexe. Selon Alphonse Wauters, Alphonse Wauters donne une dernière description du château dans son Histoire des environs de Bruxelles, en 1855. Il y précise que Malo aurait fait construire l'aile sud-ouest et Viron l'aurait rehaussée.